# Eleição presidencial no Nepal em 2015
Eleições presidenciais indiretas foram realizadas no Nepal em 28 de outubro de 2015. A Assembleia Constituinte do Nepal em turno único realizado elegeu Bidhya Devi Bhandari com 327 votos derrotando o candidato Kul Bahadur Gurung com 214 votos. Sendo a primeira vez em que uma mulher assumiu a presidência do Nepal.

## Resultados

### Presidente
Para a eleição presidencial, um candidato precisava reunir 299 votos. 549 dos 596 legisladores elegíveis votaram.
| Candidato                            | Partido                                                   | Votos | %     |
| ------------------------------------ | --------------------------------------------------------- | ----- | ----- |
| Bidhya Devi Bhandari                 | Partido Comunista do Nepal (Marxista-Leninista Unificado) | 327   | 60.44 |
| Kul Bahadur Gurung                   | Congresso Nepalês                                         | 214   | 39.56 |
| Total                                | Total                                                     | 541   | 100.0 |
|                                      |                                                           |       |       |
| Votos válidos                        | Votos válidos                                             | 541   | 98.54 |
| Votos inválidos/em branco            | Votos inválidos/em branco                                 | 8     | 1.46  |
| Total de votos                       | Total de votos                                            | 549   | 100.0 |
| Eleitores registrados/comparecimento | Eleitores registrados/comparecimento                      | 596   | 92.11 |
| Fonte:                               |                                                           |       |       |

### Vice-presidente
A eleição para vice-presidente foi realizada três dias após a eleição presidencial. Depois que Dayaram Kandel (Partido da Família Nepalesa) e Attahar Kamal Musalman (independente) retiraram suas candidaturas, dois candidatos permaneceram. 547 dos 596 legisladores elegíveis votaram.
| Candidato                            | Partido                                                   | Votos | %     |
| ------------------------------------ | --------------------------------------------------------- | ----- | ----- |
| Nanda Kishor Pun                     | Partido Comunista do Nepal (Marxista-Leninista Unificado) | 325   | 60.52 |
| Amiya Kumar Yadav                    | Congresso Nepalês                                         | 212   | 39.48 |
| Total                                | Total                                                     | 537   | 100.0 |
|                                      |                                                           |       |       |
| Votos válidos                        | Votos válidos                                             | 537   | 98.17 |
| Votos inválidos/em branco            | Votos inválidos/em branco                                 | 10    | 1.83  |
| Total de votos                       | Total de votos                                            | 547   | 100.0 |
| Eleitores registrados/comparecimento | Eleitores registrados/comparecimento                      | 596   | 91.78 |
| Fonte:                               |                                                           |       |       |